# Pulmosphaeria archontophoenicis
Pulmosphaeria archontophoenicis är en svampart som beskrevs av Joanne E. Taylor, K.D. Hyde & E.B.G. Jones 1996. Pulmosphaeria archontophoenicis ingår i släktet Pulmosphaeria, ordningen kolkärnsvampar, klassen Sordariomycetes, divisionen sporsäcksvampar och riket svampar.   Inga underarter finns listade i Catalogue of Life.